# John Abott College
El John Abbott College es una universidad pública ubicada en Sainte-Anne-de-Bellevue, Quebec, Canadá, cerca del extremo occidental de la Isla de Montreal. Es una de las ocho universidades públicas inglesas en Quebec y sirve principalmente a la región más poblada de Montreal. Comparte su emplazamiento con el campus de la Universidad McGill de Macdonald.

## Historia
La universidad fue acreditada en 1970 y abrió al año siguiente. Está ubicada en edificios de principios del siglo XX en un campus de 650 ha (1,600 acres) compartido con Macdonald College de la Universidad McGill. La universidad lleva el nombre de John Abbott, primer ministro y exalcalde de Montreal, dueño de una finca en la cercana Senneville, que es recordado principalmente por su papel en el Pacific Scandal, el caso de corrupción política que derrocó al gobierno de Sir John A. Macdonald en 1873.
La universidad originalmente planeó construir un nuevo campus en Pointe-Claire junto al centro comercial Fairview. Se mudó "temporalmente" a edificios en el campus de Macdonald College que habían sido desocupados el año anterior por la Facultad de Educación de McGill cuando se mudó a su campus del centro. Se alquilaron instalaciones temporales adicionales en Hymus Boulevard en Kirkland, conocido como Kirkland Campus. Un autobús lanzadera conectaba los dos campus. En 1973, el colegio decidió consolidar el colegio en Sainte-Anne-de-Bellevue construyendo un nuevo edificio (posteriormente llamado Casgrain Centre) renovando los edificios existentes. El campus de Kirkland cerró en diciembre de 1979 y la construcción y la restauración en Sainte-Anne finalizaron en 1981. Continuó siendo la última universidad en Quebec en alquilar su campus hasta 2002, cuando compró sus edificios a la Universidad. La Universidad McGill todavía posee y opera la mayor parte del terreno en el campus.

## Campus
Ubicado en edificios centenarios en la histórica Sainte-Anne-de-Bellevue, la universidad ha sido reconocida durante mucho tiempo como un punto de referencia destacado en la comunidad de la isla oeste de Montreal. Caracterizado por techos de tejas y edificios de ladrillo rojo, el colegio está situado a orillas del lago Saint-Louis. Con su arquitectura distintiva, sus árboles y verde césped en un encantador entorno semirrural, el campus de la universidad se ha ganado la reputación de ser uno de los más bellos del sector público (1). Hay un total de diez edificios en el campus, todos conectados entre sí de alguna manera (con la excepción de Brittain Hall).

## Brittain Hall
Brittain Hall alberga el centro de educación continua de la universidad y honra la memoria del Dr. W. H. Brittain, ex subdirector del Macdonald College. Fue residencia masculina hasta 1981. La mayor parte del edificio permanece cerrado debido a los graves daños causados por un incendio en 1981

## Centro Casgrain
El Centro Casgrain alberga el complejo deportivo, así como los talleres de teatro y arte de la universidad, y recibe su nombre en honor a Thérèse Casgrain, una senadora canadiense que defendió el movimiento del sufragio femenino. El edificio Casgrain también alberga una cafetería, una gran sala para estudiantes y el Ágora para estudiantes, un área interior de usos múltiples para albergar ferias comerciales, actuaciones musicales, proyecciones de películas, exposiciones y otros eventos y actividades relacionados con los estudiantes.

## El Edificio Herzberg
El edificio Herzberg es el edificio central del campus y alberga aulas y laboratorios para una variedad de materias. Se encuentran en él también los servicios esenciales para los estudiantes, como la biblioteca de la universidad, la cafetería Oval, oficinas de varios clubes, la oficina de servicios de impresión, así como oficinas para el director general y el decano académico. Herzberg también alberga el Ágora, un gran espacio abierto utilizado para presentaciones, ferias profesionales y algunas ceremonias. Otros servicios para estudiantes ubicados en el edificio Herzberg incluyen el Centro de Recursos para Estudiantes Indígenas, Asesoramiento Académico, Servicios de Consejería, el Centro de Empleo para Estudiantes, la oficina de Asistencia Financiera, el Centro de Salud y Bienestar, el Centro de Aprendizaje, los Servicios de Asesoría Legal, la oficina de Registro, el Centro de Acceso, Actividades estudiantiles y Centro de Información Universitaria y Profesional. El edificio lleva el nombre de Gerhard Herzberg, un físico y químico físico alemán canadiense pionero que ganó el Premio Nobel de Química en 1971.